# Lokalbahn Ostrau–Karwin
Die Lokalbahn Ostrau–Karwin (LBOK), tschechisch ab 1919: Místní dráha Ostrava–Karviná (MDOK), war ein Eisenbahnunternehmen in Österreich und dessen Nachfolgestaat Tschechoslowakei im Eigentum der Stadtgemeinde Mährisch Ostrau (tschech.: Moravská Ostrava; heute: Ostrava). Die einzige, schmalspurige und elektrifizierte Strecke begann in Mährisch Ostrau, überquerte die Landesgrenze zwischen Mähren und Schlesien und führte weiter über Polnisch Ostrau, Peterswald und Orlau nach Karwin.
Zum 1. Oktober 1949 wurde das Unternehmen aufgelöst und die Strecke an die Verkehrsbetrieb der Stadt Ostrava (Dopravní podniky města Ostravy; DPmO) übertragen.

## Geschichte
Die Konzession „zum Baue und Betrieb einer als schmalspurige Lokalbahn auszuführenden, ausschließlich für den Personen-, Gepäck- und Stückgutverkehr bestimmten Lokomotiveisenbahn von Mährisch Ostrau über Peterswald nach Karwin mit einem Flügel zum Anschlusse an die Lokalbahn Hruschau–Polnisch-Ostrau“ erhielt die Stadtgemeinde Mährisch Ostrau am 26. Juli 1907. Die Frist bis zur Fertigstellung der Strecke war mit zwei Jahren ab Konzessionserteilung bemessen. Die Konzessionsdauer war auf 90 Jahre festgesetzt. Am 20. August 1908 wurde die Konzession durch eine Kundmachung des Eisenbahnministeriums noch um den elektrischen Betrieb erweitert.

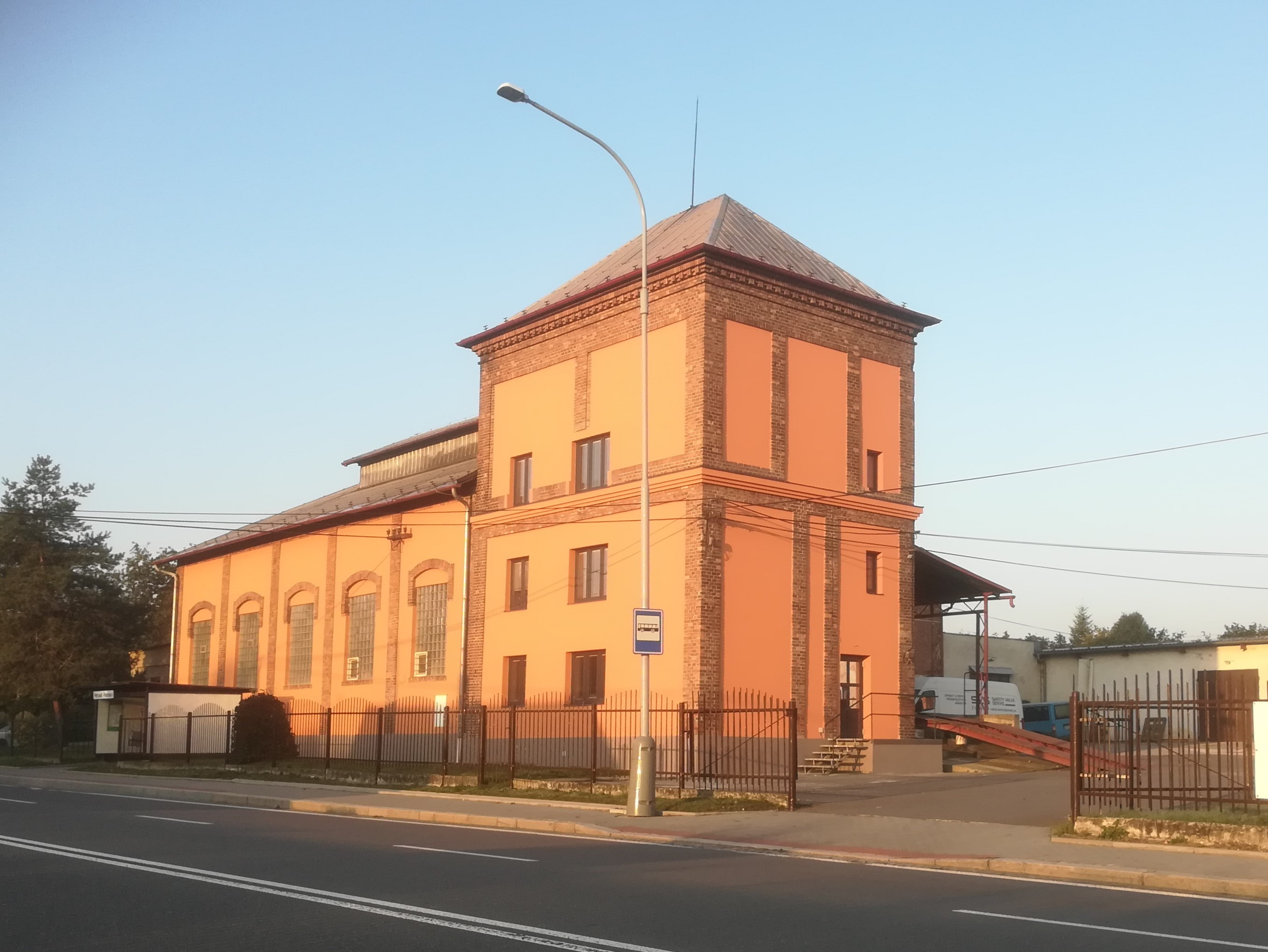
Ehem. Bahnkraftwerk Peterswald (2021)

Am 6. Juli 1909 wurde die insgesamt 19,786 Kilometer lange Strecke vom Antonioniplatz in Mährisch Ostrau bis zum Bahnhof der Kaschau-Oderberger Bahn in Karwin als Elektrische Lokalbahn in bosnischer Spur (760 mm) eröffnet. Gleichzeitig ging auch das 0,875 Kilometer lange Verbindungsgleis zur Lokalbahn Polnisch-Ostrau–Hruschau in Polnisch Ostrau in Betrieb, das jedoch nur dem Austausch von Güterwagen diente. Neben den Personenverkehrsanlagen gab es in Mährisch Ostrau einen Güterbahnhof, der mit einem 200 Meter langen Zweiggleis angeschlossen war. Die Energieversorgung wurde durch ein bahneigenes Kraftwerk in Peterswald sichergestellt, das Depot und die Werkstätten befanden sich dagegen in Zarubek.
Nach dem Zerfall Österreich-Ungarns infolge des Ersten Weltkriegs lag das Bahngebiet der Lokalbahn Ostrau–Karwin auf dem Staatsgebiet der neu gründeten Tschechoslowakei. Das Unternehmen firmierte fortan tschechisch als Místní dráha Ostrava–Karviná.
Infolge des Münchner Abkommens annektierte Polen am 10. Oktober 1938 den größten Teil des Verkehrsgebietes. Der Eisenbahnverkehr über die neue Staatsgrenze wurde eingestellt. In der sogenannten Rest-Tschechei verblieb nach Oktober 1938 lediglich der kurze Abschnitt von Ostrau bis Radwanitz. Der Polnische Staat richtete in Peterswald eine Betriebsleitung ein und betrieb den Abschnitt zwischen Peterswald und Karwin. Diese Situation änderte sich auch nicht nach dem deutschen Überfall auf Polen am Beginn des Zweiten Weltkrieges im September 1939 und der nachfolgenden Eingliederung des Gebietes in das Deutsche Reich.
Nach dem Zweiten Weltkrieg wurde die Lokalbahn Ostrau–Karwin im Mai 1945 in der alten Form wieder hergestellt. Der Eisenbahnbetrieb wurde nach Beseitigung von Kriegsschäden ab 12. Mai 1945 ab der gesprengten Brücke über die Ostravice und Karviná wieder aufgenommen. Nach dem Wiederaufbau der Brücke wurde ab 27. Oktober 1945 auch die reguläre Endstelle in Ostrava wieder bedient.
Zum 1. Juli 1949 wurden die MDOK aufgelöst und die Strecken und Fahrzeuge an die Verkehrsbetriebe der Stadt Ostrava (Dopravní podnik města Ostravy; DPmO) als Betriebsteil 2 übertragen.
Als Teil der Straßenbahn Ostrava wurde die Strecke als Linie 11 weiter betrieben. Ab 1952 verkehrten die Züge der Linie 11 weiter über die Strecke der früheren Schlesischen Landeseisenbahnen bis Fryštát und ab 1953 weiter über eine Neubaustrecke bis Karviná-Stalingrad. Zwischen Ostrava und Hranečník wurde die Strecke am 20. Juli 1959 zugunsten einer neuaufgebauten, regelspurigen Straßenbahnstrecke zur Neuen Hütte aufgelassen. Bergsenkungen von bis zu 30 Metern infolge des intensiven Steinkohlebergbaues in und um Karviná erzwangen dann Ende der 1960er Jahre die endgültige Einstellung des Bahnbetriebes. Am 1. Juli 1967 endete der Betrieb auf dem letzten Teilstück zwischen Hranečník und Petřvald.

## Fahrbetriebsmittel

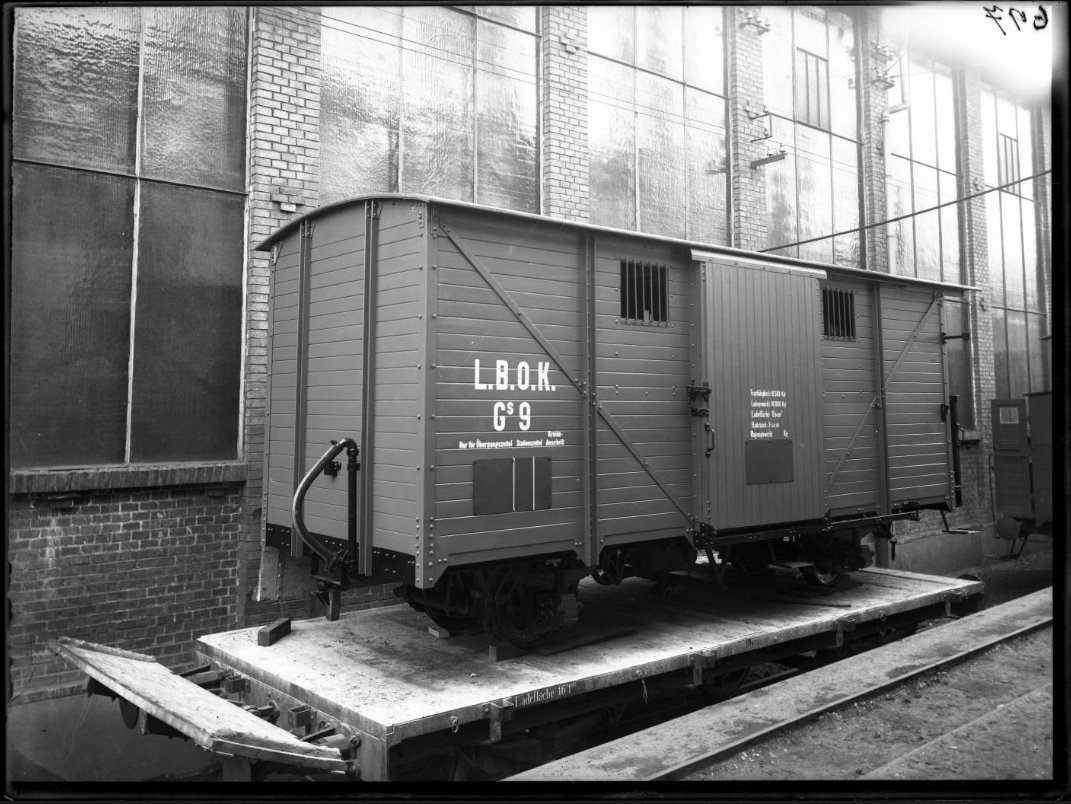
Güterwagen Gs 9 (Werkfoto)

Als Erstausstattung erwarb die LBOK insgesamt sechs vierachsige elektrische Triebwagen von der Nesselsdorfer Waggonfabrik, deren elektrische Ausrüstung von den Österreichischen Siemens-Schuckert-Werken (ÖSSW) zugeliefert wurde. Dazu kamen neun Beiwagen des gleichen Herstellers und die elektrische Lokomotive WITKOWITZ. Für den Güterverkehr standen verschiedene offene und geschlossene Güterwagen zur Verfügung.
Wegen des enormen Verkehrsaufkommens wurde bereits im Jahr 1912 einer der Beiwagen zum Triebwagen umgebaut. In den Jahren 1913 und 1920 lieferte Nesselsdorf insgesamt vier weitere Triebwagen, die den 1909 gebauten bis auf das fehlende Gepäckabteil entsprachen.
In Verwaltung der DPmO wurden 1954 für alle Schmalspurstrecken acht neue Triebwagen von Vagónka Tatra Česká Lípa beschafft, die in ihren Abmessungen den alten Fahrzeugen entsprachen. Dazu kamen insgesamt zwölf neue Beiwagen, die 1948 und 1954 von Česká Lípa und Studénka gebaut wurden.
Die Lokomotive 1 WITKOWITZ sowie die Triebwagen 7 und 31 sind in der Straßenbahnsammlung des Technischen Museums Brünn museal erhalten.
| Triebfahrzeuge der Lokalbahn Ostrau–Karwin | Triebfahrzeuge der Lokalbahn Ostrau–Karwin | Triebfahrzeuge der Lokalbahn Ostrau–Karwin | Triebfahrzeuge der Lokalbahn Ostrau–Karwin | Triebfahrzeuge der Lokalbahn Ostrau–Karwin | Triebfahrzeuge der Lokalbahn Ostrau–Karwin |
| Nummern                                    | Bild                                       | Hersteller                                 | Baujahr                                    | DPmO-Nr. (ab 1948)                         | Anmerkungen |
| ------------------------------------------ | ------------------------------------------ | ------------------------------------------ | ------------------------------------------ | ------------------------------------------ | --- |
| 1                                          |                                            | Waggonfabrik Graz ÖSSW                     | 1908                                       | 441                                        | 1973 ausgemustert. Die Lokomotive ist in den Lieferzustand versetzt für die Öffentlichkeit unzugänglich im Museumsdepot Brno-Lišeň des Technischen Museums Brünn hinterstellt. |
| 1–6                                        |                                            | Nesselsdorfer Waggonfabrik ÖSSW            | 1909                                       | 421–426                                    | 1967–1973 ausgemustert und verschrottet |
| 7                                          |                                            | Nesselsdorfer Waggonfabrik                 | 1909 (1911)                                |                                            | Umbau aus Beiwagen 109, ab 1921 wieder Beiwagen 109 |
| 7                                          |                                            | Nesselsdorfer Waggonfabrik                 | 1920                                       | 427                                        | 1973 ausgemustert. Der Triebwagen ist in den Lieferzustand versetzt für die Öffentlichkeit unzugänglich im Museumsdepot Brno-Lišeň des Technischen Museums Brünn hinterstellt. |
| 8–10                                       |                                            | Nesselsdorfer Waggonfabrik ÖSSW            | 1912                                       | 428–430                                    | 1964–1973 ausgemustert und verschrottet |
| 31–38                                      |                                            | Vagónka Tatra Česká Lípa                   | 1954                                       | 431–438                                    | 1973 ausgemustert. Der Triebwagen 31 ist im letzten Einsatzzustand für die Öffentlichkeit unzugänglich im Museumsdepot Brno-Lišeň des Technischen Museums Brünn hinterstellt.  |